# Scythropites balticella
Scythropites balticella är en fjärilsart som beskrevs av Hans Rebel 1935. Scythropites balticella ingår i släktet Scythropites och familjen spinnmalar. Inga underarter finns listade i Catalogue of Life.